# Phare de Robbenplate
Le phare de Robbenplate (en allemand : Leuchtturm Robbenplate) est un phare actif situé dans l'embouchure de la Weser (Basse-Saxe), en Allemagne. Il est géré par la WSV de Bremerhaven 

## Histoire
Le phare de Robbenplate , construit entre 1924 et 1925, se situe au nord-ouest de Bremerhaven, à la limite ouest du banc de sable de Robbenplate. Sa lanterne provient de l'ancien phare de Meyers Ledge Neu  inactif depuis 1923. En 1959, la première antenne radar a été installée sur ce phare pour sécuriser la navigation dans la Weser extérieure. En 1992, les briques ont été recouvertes de panneaux en aluminium pour protéger le bâtiment contre l'érosion. En 1988, sa lumière a été relevée sur un mât au-dessus du toit de la lanterne.
Le phare a été complètement automatisé et il est inhabité depuis. Les locaux et les équipements des anciens gardiens, tels que le téléphone, la cuisine, la télévision et les lits, ont été entièrement conservés, de sorte que des locaux d’hébergement appropriés sont disponibles pour les techniciens de maintenance. Il possède un Système d'identification automatique pour la navigation maritime (AIS).

## Description
Le phare  est une tour pyramidale en brique recouverte en plaque d'aluminium en acier de 39 m de haut, avec double galerie et lanterne. Les quartiers des gardiens sont incorporés dans la tour. La tour est peinte en rouge avec deux liserés blancs. Son feu à occultations émet, à une hauteur focale de 37 m, un éclat blanc de 4.5 secondes par période de 6 secondes. Sa portée est de 18 milles nautiques (environ 33 km).
Manquant de visibilité, Il est équipé d'une corne de brume. Il possède aussi diverses antennes directionnelles et un radar de signalisation d'approche.
Identifiant : ARLHS : FED-198 - Amirauté : B1214.1 - NGA : 10344 .

## Caractéristiques dufeu maritime
Fréquence : 6 secondes (W)
- Lumière : 4,5 secondes
- Obscurité : 1,5 seconde

|                         |
| Position de Robbenplate |

### Lien connexe
- Liste des phares en Allemagne